# Frédérick d'Onaglia
Frédérick d'Onaglia est un romancier français né à Lyon le 24 mai 1969. Son premier roman, Le Secret des cépages, est paru en 2004.

## Biographie
Frédérick d’Onaglia est né à Lyon où il a grandi. Après avoir travaillé une dizaine d'années dans l'entreprise familiale de fabrication de chaussures (à laquelle il rend hommage dans Le Faux Pas, son sixième livre), sa véritable passion pour l'écriture l'emporte. Et c'est tout naturellement en Provence qu'il choisit de poser ses valises.
« Je suis un mesclun comme on dit dans le Midi, moitié Lyonnais, moitié Provençal. Ma grand-mère maternelle me berçait avé l'accent. Et je refusais de m'endormir à l'heure de la sieste sans écouter les Lettres de mon moulin, quitte à trembler de peur lorsque Fernandel racontait La Chèvre de monsieur Seguin. »
Dès son premier roman, Le Secret des cépages, l'auteur rencontre un large public et obtient deux prix littéraires dont celui du Lion's Club International. Cet amoureux de la Provence se met alors à dépeindre des sagas où les passions se déchainent sous le soleil du Sud. Entre secrets de famille, amour et ambitions dévorantes, ses romans sont rythmés jusqu'à la dernière ligne.
« J'aime explorer la Provence dans ses coins les plus reculés, loin des sentiers battus et des circuits touristiques. C'est pour moi une source d'inspiration inépuisable. »

## Œuvres
Romans
- 2004 : Le Secret des cépages, éd. Belfond, 396 pages. Prix du Lions Clubs International 2005.
- 2005 : L'Invitée de Fontenay, éd. Belfond, 321 pages.
- 2006 : L'Héritière des Montauban, éd. Belfond, 345 pages.
- 2007 : L'Honneur des Bastide, éd. Belfond, 320 pages.
- 2008: La Mémoire des Bastide, éd Belfond,2008
- 2009 : Le Faux Pas, éd. Belfond, 305 pages.
- 2010 : La Fille du delta, éd. Belfond, 302 pages.
- 2011 : Retour aux sources, éd. Belfond, 284 pages.
- 2012 : Cap Amiral, éd. Belfond, 298 pages.
- 2013 : Parfum de famille, éd. Belfond, 285 pages.
- 2014 : L'Enfant des Maures, éd. Calmann-Lévy, 320 pages.
- 2015 : La Partition des illusions, éd. Calmann-Lévy, 320 pages.
- 2016 : Un été à Lou Triadou, éd. Calmann-Lévy, 304 pages.
- 2016 : Les Murmures de l'olivier, éd. France Loisirs, 295 pages.
- 2017 : Le Faux Pas, suivi de Noël avant l'heure (nouvelles), éd. France Loisirs, 312 pages.
- 2018 : Mémoires effacées, éd. France Loisirs 349 pages.
- 2020 :  La vie leur appartient, éd. France Loisirs, 352 pages.
- 2022 : Le temps des convoitises, éd. Presses de la Cité, 416 pages.
- 2023 : Les Princes de la vallée, éd. Presses de la Cité, 400 pages[1].